# Eleanor Anne Porden
Eleanor Anne Porden (Londra, 14 luglio 1795 – 22 febbraio 1825) è stata una poetessa e scrittrice britannica.
Figlia dell'architetto William Porden, fu educata privatamente, mostrando sin da giovane un vivo interesse per le arti, le scienze e, in particolare, per la poesia. Si mise in luce, ventenne, nel 1815, con la pubblicazione di The veils, or the triumph of constancy, un poema allegorico che aveva composto alcuni anni prima.
Nel 1818 conobbe il futuro marito, l'esploratore John Franklin, poco prima che questi partisse per la spedizione britannica verso il Polo Nord (comandata da David Buchan), che le ispirò un breve poema dal titolo Le esplorazioni artiche (ossia, in lingua inglese, The arctic expeditions).
Successivamente, scrisse un poema epico, Cuore di Leone, ovvero la terza crociata (in inglese Coeur de Lion, or the third crusade), che fu pubblicato in due volumi, nel 1822, con la dedica a  Giorgio IV, considerato il suo miglior lavoro. Basato su ricerche storiche, e sulla citazione di numerosi autori, fra i quali Torquato Tasso, il poema narra le avventure di re Riccardo durante la terza crociata.
Il 19 agosto 1823 sposò Franklin, che nel frattempo era ritornato dall'Oceano Artico, dando alla luce l'anno seguente una figlia, Eleanor Isabella. La maternità ne accelerò, tuttavia, l'avanzamento della tubercolosi, che già da tempo aveva contratto. Morì, ventinovenne, nell'inverno del 1825.